# واشوهورن
واشوهورن (به لاتین: Wasuhorn) یک کوه در سوئیس است که در کانتون وله واقع شده‌است. واشوهورن ۳٬۳۴۳ متر بالاتر از سطح دریا واقع شده‌است.